# Kantara (zamek)
Zamek Kantara – zamek położony na wschód od Gór Kyreńskich w północnej części Cypru, 40 km od Famagusty. Wybudowany na wysokości 630 m n.p.m., był najdalej na wschód wysuniętą warownią broniącą wybrzeża wyspy. Pozostałe warownie to zamek Świętego Hilariona i Buffavento. Położony jest ok. 4 km na wschód od dawnej miejscowości wypoczynkowej Kantara. Nazwa Kantara wywodzi się z arabskiego słowa qantara, oznaczającego łuk lub most.
Został wybudowany ok. 900 r. jako twierdza bizantyjska broniąca przed inwazją arabską, w 1191 roku schronił się tu przed królem Ryszardem Lwie Serce władca Cypru Izaak Komnen, finalnie poddając się królowi. W 1228 wskutek oblężenia i bombardowania katapultami mury zostały niemal doszczętnie zburzone. Następnie zdobyty przez Wenecjan, którzy opuścili go w 1525.

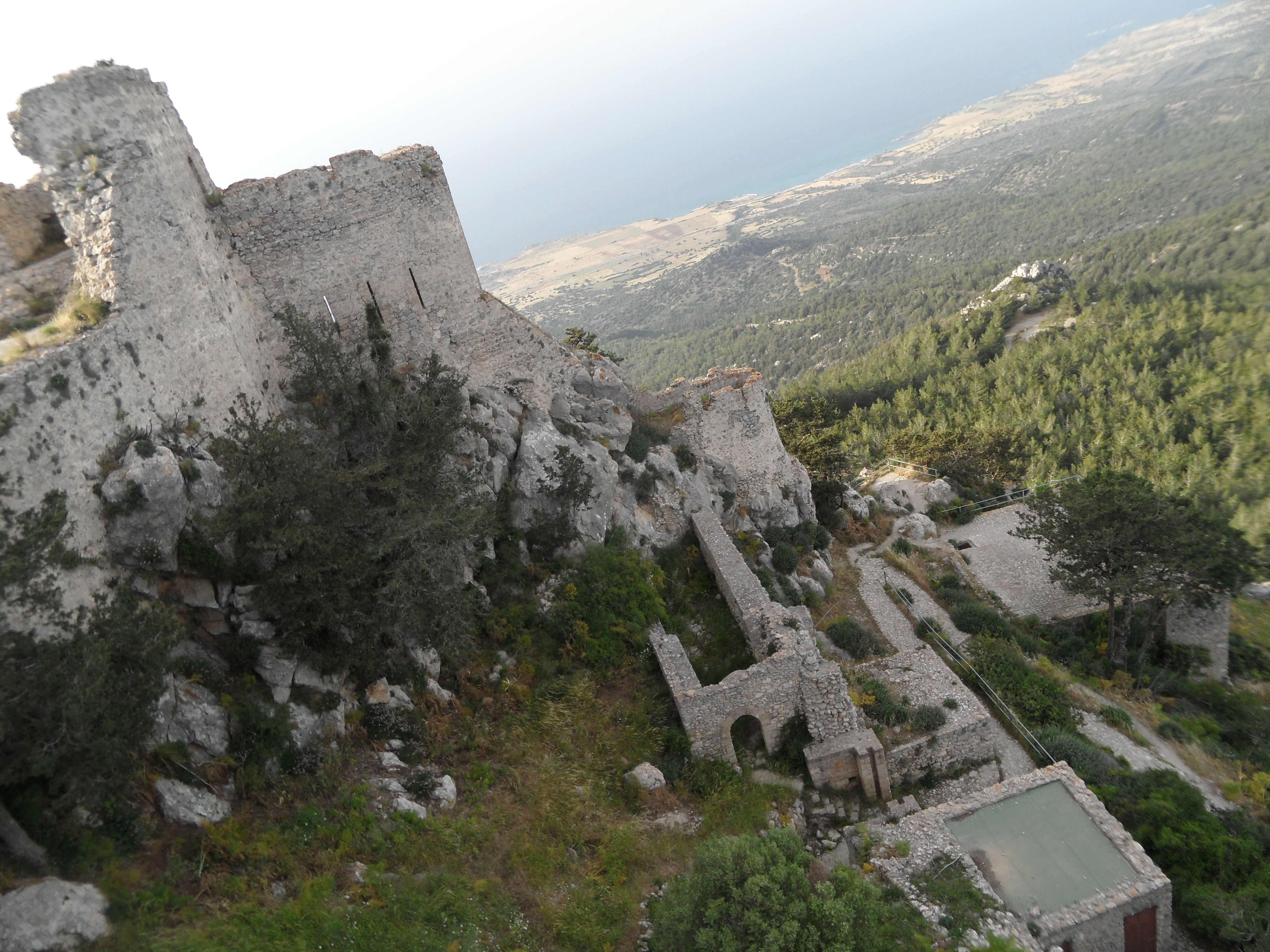
Widok z zamku Kantara na północne wybrzeże Cypru

Zachowany jest flankowany dwiema kwadratowymi basztami barbakan, magazyny i kwatery wojska wyposażone w otwory strzelnicze oraz średniowieczne latryny. Budowle są w dobrym stanie, z zachowanymi żebrowanymi sklepieniami. Oprócz tego zachowana jest m.in. potężna południowo-zachodnia wieża, cysterna, korytarze i kaplica.